# اسکل، آرژانتین
اسکل (به اسپانیایی: Esquel) یک منطقهٔ مسکونی در آرژانتین است که در Futaleufú Department واقع شده‌است. اسکل ۳۲٬۳۴۳ نفر جمعیت دارد و ۵۶۳ متر بالاتر از سطح دریا واقع شده‌است.

## خواهرخوانده
شهر آبریستویث خواهرخواندهٔ اسکل، آرژانتین هست.